# Comitetul pentru Securitatea de Stat
Comitetul pentru Securitatea de Stat (în bulgară Комитет за държавна сигурност, Komitet za dǎržavna sigurnost; abreviat КДС, CSS, DS) a fost un serviciu bulgar de informații și de contrainformații, activ în perioada 1925-1990. A fost principala structură represivă pe care s-a susținut regimul totalitar al Partidului Comunist Bulgar de la sfârșitul anilor 1940.

## Istoric
La începutul anului 1925 a fost creat „Departamentul Securității de Stat”, iar în anul 1944 a avut loc o lovitură de stat prin care s-a trecut de la monarhie la o Republică Populară. Apoi, Securitatea de Stat și-a extins semnificativ domeniul de activitate, iar tehnicile și metodele de lucru pe care le-a aplicat în practică au transformat CP în corpul de guvernământ represiv în Bulgaria în această perioadă. În 1990, imediat după modificările din 10 noiembrie 1989, CSS a fost restructurat și împărțit în mai multe birouri. Ulterior, majoritatea acestor birouri au constituit Agenția de Stat pentru Securitate Națională (SANS).

### Distrugerea parțială a arhivelor
La 29 ianuarie 1990, Atanas Semerdzhiev a aprobat nota Reg. Nr. IV-68 care a permis distrugerea  dosarelor din arhivă. Deși nu există date exacte privind materialul distrus, conform unei singure revizuiri făcute de Direcția de Informații și Arhivă de la Ministerul de Interne în 1994 se estimează că aproximativ 40% din arhiva CSS a fost distrusă ca urmare a operațiunii clasificate din 1990.

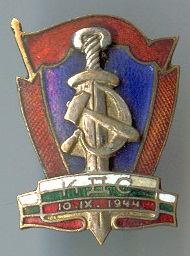
Semnul onorific al Comitetului pentru securitatea statului (1963-1965)
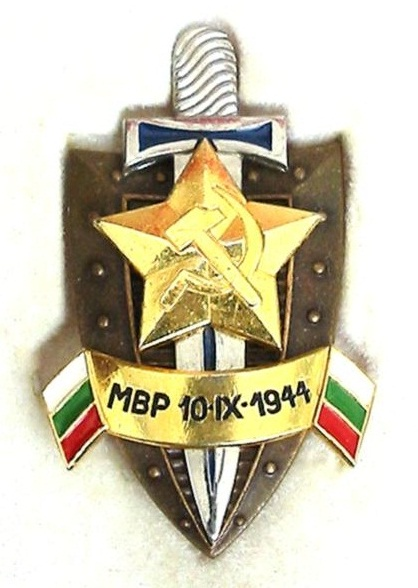
Semnul onorific al Ministerului de Interne și al Comitetului Central din 1980 până în 1990
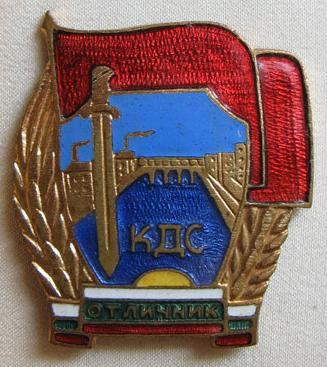
„Câștigătorul premiului KDS” (1965-1969)